# 波特瓦特米縣 (堪薩斯州)
波特瓦特米縣（英語：Pottawatomie County，簡稱PT）或譯波特沃托米縣，是美國堪薩斯州東北部的一個縣。面積2,233平方公里。根據美國2000年人口普查，共有人口18,209人。縣治威斯特摩蘭 (Westmoreland)。
成立於1857年2月20日。本縣紀念一支印第安人。